# كانتون سان بيدرو دي هواكا
كانتون سان بيدرو دي هواكا (بالإنجليزية: San Pedro de Huaca Canton)‏ هو كانتون في الإكوادور، يتبع مقاطعة كارتشي. بلغ عدد سكانها في تعداد عام 2001 6,856 نسمة.

## السكان
المجموعات العرقية في التعداد الإكوادوري لعام 2010:
| العرقية               | النسبة |
| --------------------- | ------ |
| ميستيثو               | 93.4%  |
| اللاتينيون            | 3.2%   |
| الإكوادوريون الأفارقة | 1.8%   |
| السكان الأصليون       | 1.4%   |
| مونتوبيو              | 0.2%   |
| أخرى                  | 0.1%   |